# Nagykőrösi református templom
A nagykőrösi református templom Nagykőrös szívében található. Tornya 75 méter magas, ezzel Pest vármegye legmagasabb épülete. Tere már mintegy egy évezrede templomos hely.

## Története
A monumentális templomépület mostani külső és belső képét kilenc folytatólagos átépítés alakította ki. A templom legrégebbi részének maradványait a jelenlegi középhajó rejti. A főbejárat, a fölötte lévő nagy nyugati ablak, az előcsarnok és a valamikori sokszögben záródó szentély a 14-15. század táján épített kőtemplom 1516-os nagy, páratlan értékű és jelentőségű gótikus átalakítását sejteti.
A reformáció már a 16. század közepén megjelent Kőrös mezővárosban. A református gyülekezet megalapítása 1545 tájára, Szegedi Kis István reformátor ceglédi működésének idejére tehető. Ez a dátum szerepel a pecsétnyomóban. Az itt lévő akkori templomot a két felekezet a kezdeti évtizedekben közösen használta, majd a protestánsok 1560 táján külön oratóriumot építettek maguknak, közvetlenül az öreg templom északi falához mintegy oldalhajóként. Ez a templom legrégebbi látható részlete, amely az 1967-es felújítás óta az épület 16. századi szépségét és kinézetét hűen mutatja be.
A békes együttélésnek a feljegyzések szerint egy sajnálatos összekülönbözés vetett véget, ami után Nagykőrös homogén református város lett, és az is maradt egészen a római katolikus felekezet 18. század második felében történő újraalapításáig. A 17. század század kisebb építkezései és javításai után a város megszaporodott lakossága miatt 1784-1788 között új hajót, a jelenlegi déli falat építettek a templomhoz. 1855-ben, az orgona építésekor megmagasították az épületet.
1876-1877-ben építették meg a toronyfeljárókat és az oldalsó bejárókat, valamint ekkor alakították ki a jelenlegi templombelsőt, karzatokat; az orgonát a torony alóli nyugati karzatról az északi karzatra helyezték át. A sokáig városi tűzvédelmi feladatokat is ellátó torony 1907-es megmagasításával és kialakításával nyerte el a nagykőrösi református templom mostani alakját, a város összképét igen meghatározó jellegzetes formáját Sándy Gyula és Foerk Ernő tervei alapján.
Az első toronyórát 1693-ban hozatták Bécsből, a 18. század első felétől folyamatosan harangokat is öntettek. A toronyban jelenleg három harang lakik, melyek közül az 1787-ben készült a legöregebb. Ez a város legnagyobb harangja a maga kb. 1300 kg tömegével. A templom másik két harangja 1924-ben készült. Kb. 400 és 240 kg-osak.